# خوارزمية البصمات (حوسبة)
في علوم الحاسوب، تعد خوارزمية البصمات إجراءً يقوم بتعيين عنصر بيانات كبير عشوائيًا (مثل ملف الكمبيوتر) إلى سلسلة بت أقصر بكثير، وهي البصمة، والتي تحدد البيانات الأصلية بشكل فريد لجميع الأغراض العملية  تمامًا مثل الإنسان؛ حيث تحدد بصمات أصابع الأشخاص بشكل فريد لأغراض عملية. يمكن استخدام هذه البصمة  لأغراض إزالة البيانات المكررة. يشار إلى هذا أيضًا باسم ملف البصمات أو بصمات البيانات أو بصمات البيانات المنظمة.
تُستخدم البصمات عادةً لتجنب المقارنة ونقل البيانات الضخمة. على سبيل المثال يمكن لمتصفح الويب أو الخادم الوكيل التحقق بكفاءة مما إذا كان الملف البعيد قد تم تعديله أم لا عن طريق جلب بصمته فقط ومقارنتها مع النسخة التي تم جلبها مسبقًا.